# Ferenc Gyurcsány
Ferenc Gyurcsány (født 4. juni 1961) var Ungarns premierminister fra 29. september 2004 til 14. april 2009. Han tilhører Ungarns Socialistparti og afløste i 2004 Péter Medgyessy. Som leder af en koalition vandt han parlamentsvalget i 2006 og fortsatte derfor som premierminister, indtil han valgte at træde tilbage i 2009, hvor han blev afløst af partifællen Gordon Bajnai.
Gyurcsány var leder af socialistpartiet fra 2007 og til kort før sin tilbagetrækning fra premierministerposten i 2009. I 2010 blev han igen medlem af Nationalforsamlingen valgt for Socialistpartiet, men han lagde sig snart ud med partilinjen og grundlagde derpå Demokratisk Koalition, der først var en intern gruppering i Socialistpartiet, inden det i 2011 blev et selvstændigt parti.

## Biografi
Gyurcsány blev født i byen Pápa i det vestlige Ungarn. Han blev bachelor i 1984 og kandidat i økonomi i 1990 fra Janus Pannonius Universitet i Pécs.
I 1984 var han gået ind i KISZ, den kommunistiske ungdomsorganisation, og i perioden 1984-88 var han vicepræsident i organisationens Pécs-afdeling. Derefter blev han præsident for KISZ' landsdækkende afdeling for højere uddannelsesinstitutioner. Efter de politiske omvæltninger i 1989 blev han vicepræsident i DEMISZ, der var efterfølgeren til KISZ.
I 1990 begyndte han arbejde på ledelsesniveau i private finansvirksomheder, og han havde så stor succes, at han har opnået at blive blandt de 50 rigeste personer i Ungarn.
Efter offentliggørelsen 17. september 2006 af en lydoptagelse fra maj 2006, hvor han indrømmede over for partimedlemmer at have løjet for befolkningen om landets økonomiske situation, løb Gyurcsásny ind i stærk modvind, og i de følgende dage var der større demonstrationer mod hans regering.
28. marts 2009 trådte Ferenc Gyurcsány tilbage som formand for sit parti MSZP, og en af hans ministre Gordon Bajnai blev nomineret til posten som premierminister. Denne post overtog han, efter at Gyurcsány trådte tilbage efter et mistillidsvotum 14. april samme år.
I 2010 blev Gyurcsány igen valgt ind i Nationalforsamlingen for Socialistpartiet. Her satte han sig i spidsen for en gruppe ligesindede i en intern gruppe kaldet Demokratisk Koalition, der i første omgang blev tolereret af partiet. Men snart undsagde prominente medlemmer af partitoppen denne gruppe, og i oktober 2011 annoncerede Gyurcsány så, at grupperingen blev ændret til et selvstændigt parti med ham som formand.
I 2012 gennemførte Gyurscány sammen med tre andre medlemmer af partiet en ugelang sultestrejke under mottoet "Syv dage for frie valg" for at protestere mod et parlamentsforslag om vælgerregistrering. Denne aktion skabte en del kontroverser i landet, hvor socialisterne meldte ud, at de lige som Gyurcsány var stærkt imod forslaget om vælgerregistrering. Modsat fandt det højrenationale parti Jobbik Gyurscánys aktion for hyklerisk.